# Ardito Desio
Ardito Desio (ur. 18 kwietnia 1897 w Palmanovie, zm. 12 grudnia 2001 w Rzymie) – włoski geolog, himalaista. Pod jego przewodnictwem w 1954 roku włoska ekspedycja zdobyła po raz pierwszy szczyt K2 w Karakorum.
Ardito Desio uczęszczał do szkoły średniej w Udine, a następnie był absolwentem Uniwersytetu Florenckiego, gdzie w latach 1916–1920 studiował nauki przyrodnicze. Po wybuchu I wojny światowej zgłosił się na ochotnika do wojska i służył jako oficer jednostek alpejskich. W latach 1921–1923 studiował geologię na tym samym uniwersytecie, gdzie piastował stanowisko asystenta. To samo stanowisko zajmował w Pawii (1923–1924) i w Mediolanie (1924–1927). W latach 1932–1972 był profesorem założonego przez siebie Wydziału Geologii na Uniwersytecie w Mediolanie i wykładowcą geologii w Engineering School of Milan. W tym czasie pracował jako konsultant geologiczny w hydroelektrowniach koncernu Edison Company we Włoszech, Hiszpanii, Szwajcarii, Grecji, Turcji i Brazylii. W 1973 roku został emerytowanym profesorem Uniwersytetu w Mediolanie.

## Badania naukowe i wyprawy
W 1920 roku prowadził badania geologiczne niektórych obszarów Alp i Apeninów. Opracował mapy geologiczne rejonu Ortles-Cevedale. W 1921 prowadził prace na wyspach archipelagu Dodekanez na Morzu Egejskim.
Wyniki swoich badań publikował w Italian Geological Survey.
Latem i jesienią 1926 roku zorganizował i kierował ekspedycją geograficzną i geologiczną do oazy Al-Dżaghbub na Pustyni Libijskiej, sponsorowaną przez włoską Royal Geographical Society. W wyniku tych badań opublikował czterotomową pracę wydaną przez towarzystwo. Opracował wówczas pierwszą mapę geologiczną Libii.
W 1929 roku uczestniczył we włoskiej ekspedycji geograficznej na Karakorum pod przewodnictwem księcia Spoleto. Podczas wyprawy skartował okolice K2 i opracował pierwszą szczegółową mapę rejonu Panmah Muztagh. Jako pierwszy Europejczyk po pracach badawczych w dolinie Shaksgam zbadał północną ścianę K2 i zmierzył wysokość Broad Peaka, nadając mu nazwę Falchan Kangri.
W latach 1930–1933 prowadził kilka wypraw geograficznych i geologicznych do Libii sponsorowanych przez Italian National Academy. Podróżował wraz z karawaną wielbłądów przez Saharę aż do granic Sudanu, wracając przez Fazzan i Pustynię Libijską. Napisał o wyprawie czterotomową pracę.

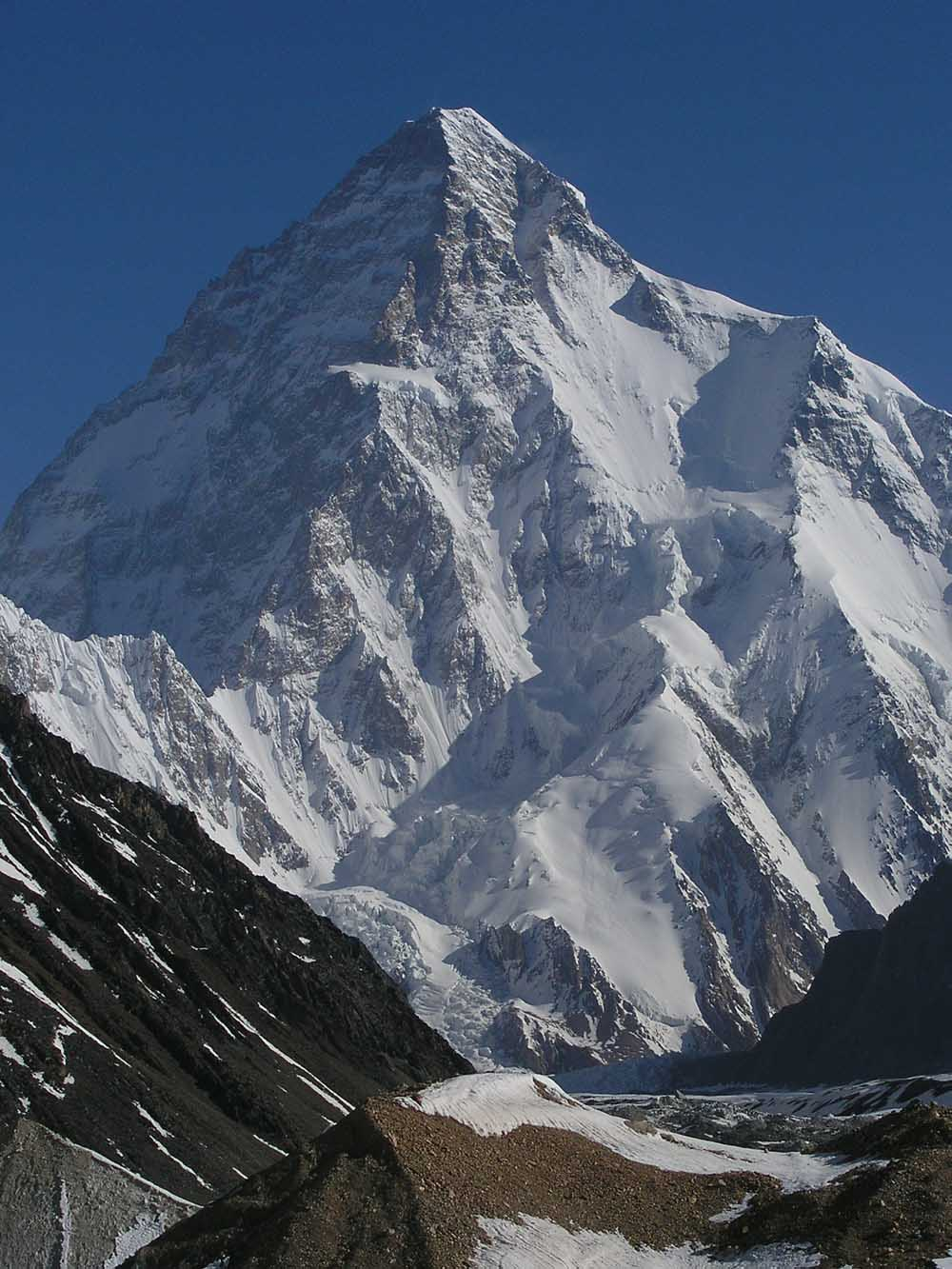
Szczyt K2 zdobyty po raz pierwszy przez wyprawę kierownikiem, której był Ardito Desio w 1954 roku

W latach 1952–1955 kierował trzema wyprawami do Karakorum i Hindukuszu. Pierwsza wyprawa, w której uczestniczył z Riccardem Cassinem, była wstępem do drugiej ekspedycji mającej na celu zdobycie szczytu K2. 31 lipca 1954 roku Achille Compagnoni i Lino Lacedelli zatknęli włoską flagę na szczycie K2. Z tych wypraw napisał, tłumaczoną na wiele języków, książkę La conquista del K2 (Mediolan 1955, wydanie angielskie Ascent of K2), znaną również pod tytułem Victory over K2 z 1956 roku.
W 1961 roku, na zaproszenie amerykańskiego National Science Foundation, wyruszył na Antarktykę, głównie do stacji McMurdo, Byrda i Amundsen-Scott na biegunie południowym i do doliny Wright, w McMurdo Dry Valleys na Ziemi Wiktorii.
Ardito Desio był założycielem i wieloletnim przewodniczącym Komisji Naukowej (il Comitato Scientifico) CAI. W 1987 roku wraz z Agostino Da Polenza założył Projekt Ev-K²-CNR, który miał na celu przeprowadzenie nowych pomiarów wysokości Mount Everestu i K2. Projekt był wspierany przez włoski Narodowy Ośrodek Badawczy – Consiglio Nazionale delle Ricerche. W ramach tego projektu powstało w 1989 roku najwyżej położone laboratorium naukowe Piramida (5050 m n.p.m.) u stóp Everestu.
Ardito Desio zorganizował i poprowadził ok. 50 wypraw i opublikował ok. 400 artykułów i książek. Został uhonorowany złotym medalem przez prezydenta Włoch oraz wieloma najwyższymi odznaczeniami włoskimi. Był członkiem honorowym wielu towarzystw naukowych i klubów górskich.

## Wybrane prace naukowe
- 1954 La conquista del K2. Seconda cima del mondo. Garzanti, Mediolan
- 1955 Le ricerche scientifiche della spedizione italiana al Karakorum – K 2 1954. Accademia Naz. dei Lincei
- 1973 Geologia applicata all’ingegneria. Hoepli
- 1977 The Work of the Italians in the scientific exploration of the Karakorum (Central Asia). Accademia Naz. dei Lincei
- 2004 La conquista del K 2. Garzanti Libri, Milano
- 2005 Sulle vie della sete dei ghiacci e dell’oro. Mursia
- 2006 Le vie della sete. Esplorazioni sahariane. Polaris
- 2006 Il Sahara italiano. Il Tibesti nord-orientale. Università La Sapienza
- 2008 La conquista del K2. Corbaccio